# Chlorure de zinc
Pour les articles homonymes, voir Zinc (homonymie).
Le chlorure de zinc est un corps composé ionique de cation zinc et d'anion chlorure, de formule chimique ZnCl2.

## Généralité sur le chlorure de zinc
Ce sel chlorure  de zinc ZnCl2 est un solide blanc ou incolore, de densité 2,9. Ce corps est déliquescent extrêmement hygroscopique.
Il est très soluble dans l'eau, avec une solubilité de 432 g pour 100 g d'eau pure à 25 °C et de 615 g pour 100 g d'eau pure à 100 °C. Il l'est un peu moins dans l'éthanol, avec une solubilité avoisinant 100 g pour 100 g d'éthanol à 12 °C. Il reste très soluble dans l'éther. Il est insoluble dans l'ammoniac liquide.

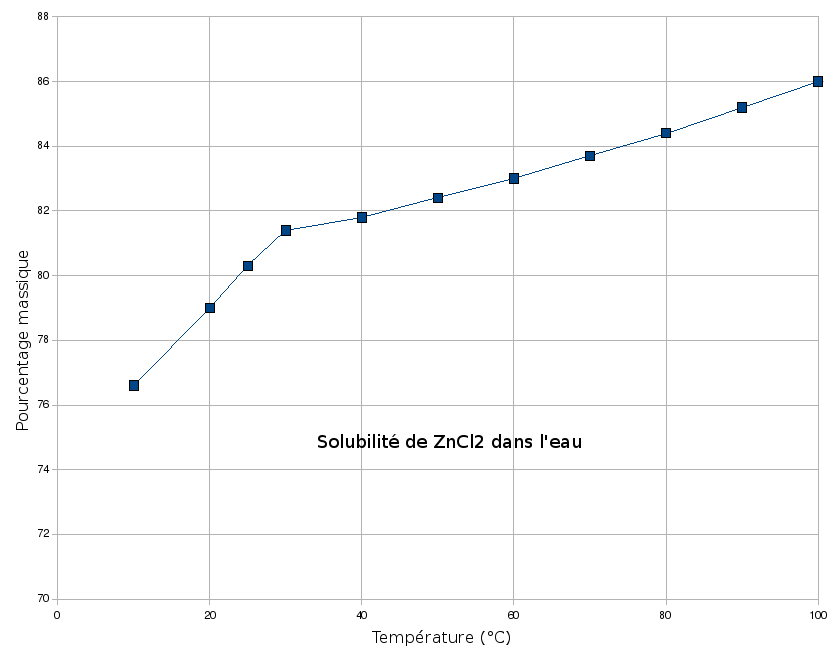
Solubilité dans l'eau

Les solutions aqueuses concentrées de chlorure de zinc ont la propriété de dissoudre l'amidon, la soie et la cellulose. Elles ne peuvent donc pas être filtrées à travers du papier de filtration standard.

## Structure cristalline
Quatre structures cristallines différentes ont été observées, mais seule la forme δ (hexagonal compact) peut apparaître lorsque le composé est pur et anhydre. S'il subit une trempe rapide, ZnCl2 peut être obtenu sous forme vitreuse, donc amorphe.
À la température ambiante et jusqu'à 390 K, le chlorure de zinc cristallise dans le système monoclinique, groupe d'espace P21/c, avec pour paramètres de maille a = 6,54 Å, b = 11,31 Å, c = 12,33 Å et β = 117,94° . A 390 K, il subit une transformation de phase vers une structure quadratique de groupe d'espace I42d, avec pour paramètres de maille a = 5.398 Å et c = 10.33 Å .
|  |  |

## Propriétés chimiques
Le chlorure de zinc est un sel ionique, qui possède tout de même un caractère covalent qui est mis en évidence par sa température de fusion relativement basse (275 °C) et sa solubilité élevée dans des solvants comme l'éther. Il se comporte comme un acide de Lewis modéré, et les solutions de chlorure de zinc ont un pH voisin de 4. Lorsqu'il est chauffé sous une forme hydratée, il s'hydrolyse pour former de l'oxychlorure de zinc.
En solution aqueuse, le chlorure de zinc est une source d'ions Zn2+ utile pour la préparation d'autres sels de zinc comme le carbonate de zinc :
ZnCl2(aq)  +  Na2CO3(aq)  →  ZnCO3(s)  +  2 NaCl(aq)

## Préparation et purification
Le chlorure de zinc anhydre est obtenu à partir de zinc métal et de chlorure d'hydrogène :
Zn(s) + 2 HCl(aq) → ZnCl2(aq) + H2(g) 
Les formes hydratées et le sel en solution aqueuse peuvent être préparés directement en utilisant une réaction acido-basique, par exemple à partir du minerai de sulfure de zinc :
ZnS(s) + 2 HCl(aq) → ZnCl2(aq) + H2S(l)
Le chlorure de zinc commercial contient généralement de l'eau et de l'oxychlorure de zinc produit par hydrolyse. Ces produits peuvent être purifiés comme suit : 100 g de ZnCl2 commercial sont chauffés à reflux dans 800 ml de dioxane anhydre en présence de poussière de zinc métallique. Le mélange est filtré à chaud (pour retirer le zinc), puis refroidi pour former un précipité blanc de chlorure de zinc pur. Les échantillons anhydres peuvent être purifiés par sublimation sous un flux de chlorure d'hydrogène, suivi par un chauffage à 400 °C sous un flux d'azote sec.

## Applications
Le chlorure de zinc est l'électrolyte des piles Leclanché. Il a de nombreuses applications dans l'industrie textile, comme mordant en teinture ou en impression textile, la métallurgie comme fondant pour soudures ainsi que la synthèse chimique. 
C'est aussi un désinfectant, un cautérisant et un produit d'embaumement. Il est considéré comme un corps caustique, désinfectant les plaies et fistules, par la médecine de la Belle Époque.
Le chlorure de zinc est notamment utilisé pour le soudage, du fait de sa capacité de dissoudre les oxydes métalliques lorsqu'il est à l'état fondu. Cette propriété permet également de l'utiliser dans les ciments à base d'oxyde de magnésium pour les prothèses dentaires. ZnCl2 est utilisé également comme agent d'ignifugation et comme réactif d'attaque de métaux.
Le chlorure de zinc est aussi utilisé pour la galvanisation, ainsi qu'en production de batteries.

### Au laboratoire de chimie et en site de production chimique
Au laboratoire de chimie, le chlorure de zinc est utilisé en tant qu'acide de Lewis modéré. Il peut jouer le rôle de catalyseur pour la synthèse de Fisher de l'indole (A) ou pour l'acylation de Friedel-Crafts mettant en jeu un composé aromatique (B) :
Il est notamment utilisé pour la préparation de fluorescéine par acylation de Friedel-Crafts à partir d'anhydride phtalique et de résorcinol :
L'acide chlorhydrique seul réagit mal avec les alcools primaires et les alcools secondaires, mais un mélange d'acide chlorhydrique et de chlorure de zinc (mélange connu sous le nom de "réactif de Lucas" ), permet la préparation de chlorures d'alkyles. Le mécanisme de cette réaction est probablement de type SN2 avec les alcools primaires et de type SN1 avec les alcools secondaires.
Le chlorure de zinc est à la base du test de Lucas qui permet de préciser l'appartenance d'un alcool à l'une des trois classes d'alcools.
Le chlorure de zinc est capable d'activer des halogénures de benzyle ou d'allyle ce qui permet des réactions de substitution par des nucléophiles faibles comme les alcènes :
Le chlorure de zinc est également un réactif utilisé pour la synthèse de nombreux réactifs de type organozincites, comme ceux utilisés pour le couplage de Negishi avec des halogénures d'aryle ou de vinyle. L'organozincite est alors généralement préparé par échange métallique avec un organolithié ou un réactif de Grignard, comme dans :
Les énolates de zinc, préparés à partir d'énolates de métaux alcalins et de chlorure de zinc, permettent de contrôler la stéréochimie lors de réactions de condensation d'aldols, du fait de la chélation du zinc. Dans l'exemple ci-dessous, le produit thréo est favorisé par rapport au produit érythro (facteur 5/1) lorsque est utilisé du chlorure de zinc :

## Sécurité
Le chlorure de zinc est corrosif et irritant, et doit être manipulé avec précautions. Il est conseillé de porter des lunettes de sécurité et des gants.
- R: 34 (Provoque des brûlures)
- R: 50 (Très toxique pour les organismes aquatiques)
- R: 53 (Peut entraîner des effets néfastes à long terme pour l'environnement aquatique)
- S: 7 (Conserver le récipient bien fermé)
- S: 8 (Conserver le récipient à l'abri de l'humidité)
- S: 28 (Après contact avec la peau, se laver immédiatement et abondamment avec... (précisé par le fabricant))
- S: 45 En cas d'accident ou de malaise, consulter immédiatement un médecin (si possible lui montrer l'étiquette)
- S: 60 (Éliminer le produit et son récipient comme un déchet dangereux)
- S: 61 (Éviter le rejet dans l'environnement. Consulter les instructions spéciales/la fiche de données de sécurité)